# Vittorino da Feltre
Vittorino da Feltre (Feltre, 1373 o 1378 – Màntua, 2 de febrer de 1446). El seu nom verdader fou Vittorino Ramboldini. Junt amb Vergeri (1349-1420) i Hyeronimus Mercurialis (1530-1606), formà part del moviment de renovació pedagògica que ocorregué al Renaixement. Fou un humanista i educador d'origen italià, fou el primer humanista a desenvolupar un currículum d'educació física.
Estudià a Pàdua al càrrec de Gasparino da Barzizza però després d'uns pocs anys fou invitat pel marqués de Màntua per a educar al seu fill. A Màntua, Vittorino es feu càrrec de l'ensenyament del fill del marqués i els d'altres prominents famílies, amb altres xiquets no nobles i fins i tot pobres, tractant-los per igual i de forma equànime. Ell no sols impartia aspectes humanístics, també posava especial èmfasi en la religió i l'educació física. Era l'any 1423, i la casa Giocosa" (Ca' Gioiosa") fou la primera escola per portar a terme el seu ideal humanista amb esperit cristià ubicada a la residència principesca fora de la ciutat, anomenada Casa Zojos. El seu programa incorporava tir amb arc, curses, el ball, la caça, la pesca, natació, esgrima, lluita i els salts. Segons Vittorino, l'educació física deuria ser considerada com qualsevol altra disciplina acadèmica dins del procés educatiu de l'individu, ja que és indispensable per a l'aprenentatge en altres camps del saber. A més, era important per a disciplinar el cos, la preparació de la guerra i per al descans i la recreació.